# Patáz (província)
Patáz é uma província do Peru localizada na região de La Libertad. Sua capital é a cidade de Tayabamba.

## Distritos da província
- Buldibuyo
- Chillia
- Huancaspata
- Huaylillas
- Huayo
- Ongón
- Parcoy
- Patáz
- Pías
- Santiago de Challas
- Taurija
- Tayabamba
- Urpay